# أندرو وييدرمان
أندرو وييدرمان (بالإنجليزية: Andrew Wiedeman)‏ (22 أغسطس 1989 بسان رامون في الولايات المتحدة - ) هو لاعب كرة قدم أمريكي في مركز الهجوم. شارك مع منتخب الولايات المتحدة تحت 18 سنة لكرة القدم. أما مع النوادي، فقد لعب مع نادي تورونتو ونادي دالاس ونادي سينسيناتي وSan Jose Frogs ‏ وأوتاوا فيوري وNorCal Lamorinda United SC ‏.

## وصلات خارجية
- أندرو وييدرمان على موقع الدوري الأمريكي (الإنجليزية)
- أندرو وييدرمان على موقع قاعدة بيانات كرة القدم.إي يو (الإنجليزية)
- أندرو وييدرمان على موقع Soccerway.com (الإنجليزية)
- أندرو وييدرمان على موقع عالم كرة القدم.نت (الإنجليزية)